# Белов, Александр Евстафьевич
Александр Евстафьевич Белов — советский хозяйственный и государственный деятель, Герой Социалистического Труда.

## Биография
Родился в 1935 году. Член КПСС.
В 1957—1995 — вязальщик, помощник мастера 2-го вязального цеха Тушинской чулочной фабрики Министерства текстильной промышленности РСФСР.
Указом Президиума Верховного Совета СССР от 3 июня 1982 года присвоено звание Героя Социалистического Труда с вручением ордена Ленина и золотой медали «Серп и Молот».
Делегат XXVII съезда КПСС.
Умер в 2013 году в Москве.

## Награды и звания
- Герой Социалистического Труда (03.06.1982)
- Орден Ленина (04.03.1976, 03.06.1982)
- Орден Трудового Красного Знамени (05.04.1971)